# سی‌سی‌جی‌اس تاندر کیپ
سی‌سی‌جی‌اس تاندر کیپ (به انگلیسی: CCGS Thunder Cape) یک کشتی است که طول آن ۱۴٫۶ متر (۴۷ فوت ۱۱ اینچ) می‌باشد. این کشتی در سال ۲۰۰۰ ساخته شد.